# Pseudowintera insperata
Pseudowintera insperata är en tvåhjärtbladig växtart som beskrevs av Peter B. Heenan och de Lange. Pseudowintera insperata ingår i släktet Pseudowintera och familjen Winteraceae. Inga underarter finns listade.